# Luca Cordero di Montezemolo

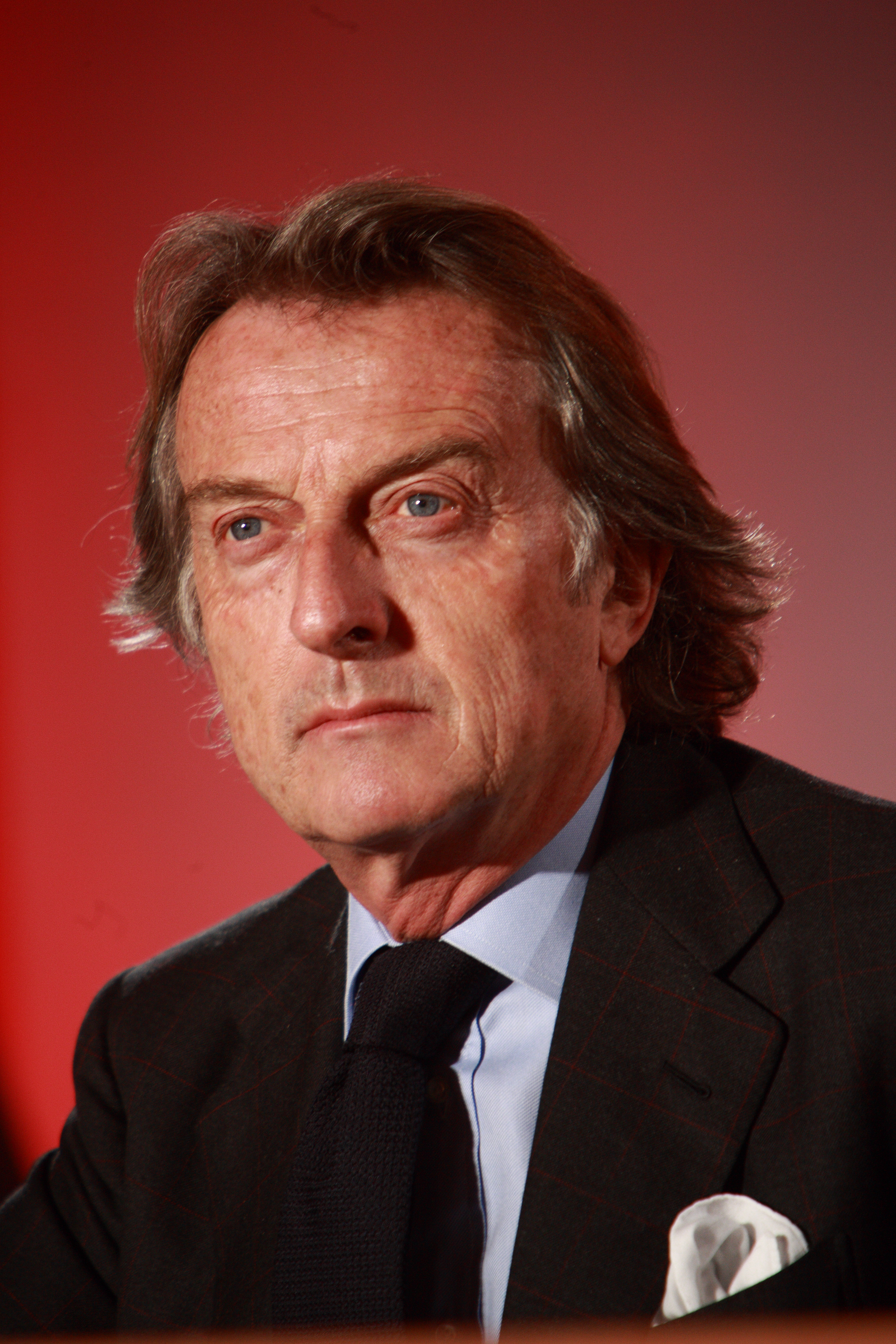
Luca Cordero di Montezemolo

Luca Cordero Lanza di Montezemolo (* 31. August 1947 in Bologna) ist ein italienischer Manager und Unternehmer.
Luca Cordero Lanza di Montezemolo war Verwaltungsratsvorsitzender von Ferrari (von 1991 bis 2014), ist Mitglied des Verwaltungsrates der Fiat Group, dessen Vorsitzender er von Mai 2004 bis zum 20. April 2010 war, Präsident der Libera Università Internazionale degli Studi Sociali (LUISS) Rom, Mitglied des Verwaltungsrates der Zeitung La Stampa in Turin, PPR (Pinault/Printemps Redoute) in Paris, von Tod’s und Mitglied des Citigroup International Advisory Board.
Vom Juli 2008 bis zum 19. Januar 2010 war Montezemolo Präsident der Formula One Teams Association (FOTA), die sich als Partner der Fédération Internationale de l’Automobile (FIA) und der Vermarktungsgesellschaft Formula One Management (FOM) bei der Gestaltung der Formel 1 versteht.
In der Vergangenheit war Montezemolo Präsident der FIEG (Federazione Italiana Editori Giornali), der italienischen Vereinigung der Zeitungsherausgeber, des Industriellenverbandes der Provinz Modena, Mitglied des Verwaltungsrates der Bankengruppe Unicredit und des Fernsehsenders TF1 sowie Geschäftsführer von Ferrari und Maserati, RCS Video, des Getränkeherstellers Cinzano International und der ITEDI, einer Holding der Fiat Group, die z. B. die Zeitung La Stampa kontrolliert.
Montezemolo ist in Italien eine wichtige Person des öffentlichen Lebens und wegen seiner vielfältigen Tätigkeiten und Positionen ein gern gesehener Interview-Partner zu verschiedensten Themen. Besondere mediale Aufmerksamkeit erreicht er mit seiner Kritik an den politisch Verantwortlichen Italiens in seiner Position als Präsident der Confindustria (2004–2008) etwa vergleichbar dem Bundesverband der Deutschen Industrie.
Am 10. September 2014 gab Montezemolo bekannt, seinen Posten als Verwaltungsratsvorsitzender von Ferrari zum 13. Oktober 2014 an Fiat-Chef Sergio Marchionne abzugeben.
Von November 2014 bis März 2017 war er Vorstandsvorsitzender der staatlichen Fluggesellschaft Alitalia.

## Biografie

### Familie
Montezemolo ist der jüngste Sohn von Massimo Cordero dei Marchesi di Montezemolo (1920–2009), einem piemontesischen Adeligen, dessen Familie dem Haus Savoyen seit Generationen diente, und Clotilde Neri (1922–2017), Nichte des bekannten italienischen Arztes Vincenzo Neri. Sein Onkel, der Admiral Giorgio Cordero dei Marchesi di Montezemolo (1918–1986) war Kommandeur in der Marina Militare während des Zweiten Weltkrieges. Urgroßvater Carlo (1858–1943) und Großvater Mario (1888–1960) waren Generäle der italienischen Armee. Sein Vater war ein Cousin von Andrea Cordero Lanza di Montezemolo, der 2006 zum Kardinal der römisch-katholischen Kirche ernannt wurde. Sein Titel ist nicht Marchese (Markgraf), sondern Nobile dei Marchesi di Montezemolo (Edler von Montezemolo). Dies zeigt an, dass er von einem Marchese abstammt, selbst aber keiner ist. Sein Nachname ist Cordero di Montezemolo. Daher ist es auch nicht richtig, ihn di Montezemolo zu nennen. Die richtige Benennung ist die mit dem vollen Nachnamen oder schlicht Montezemolo. Wegen seiner juristischen Ausbildung wird er firmenintern und auch öffentlich kurz avvocato genannt.

### Ausbildung
Luca Montezemolo besuchte das von den Jesuiten geführte Istituto Massimo, eine katholische Privatschule in Rom. Er war Klassenkamerad von Mario Draghi und Giancarlo Magalli.
Montezemolo studierte an der Universität La Sapienza in Rom Jurisprudenz (Abschluss des Studiums 1971 mit summa cum laude) und begann seine berufliche Laufbahn bei Chiomenti Studio Legale in Rom. 1972 wechselte er zur Sozietät Bergreen + Bergreen in New York City. Während dieser Zeit besuchte er die Columbia University in New York und hörte Internationales Handelsrecht (International Commercial Law).
Während seiner Studienzeit in Rom fuhr er ab 1969 mit verschiedenen Partnern erfolgreich Autorennen auf der Langstrecke. Zusammen mit seinem Freund Cristiano Rattazzi bestritt er Rennen in Italien mit einem roten Fiat 590 GTS von Giannini. Im August 1969 nahm er mit einem Fiat 125 S der Scuderia Pinerolo am Marathon de la Route, einem 84-Stunden-Rennen über Nord- und Südschleife des Nürburgrings, teil. In der Gesamtwertung mit 64 Startern belegte er den neunten Platz. Das Auto war auf die Mutter von Cristiano Ratazzi zugelassen. Bei weiteren internationalen Rennen startete er mit Pino Ceccato und Cristiano Rattazzi am Steuer eines weiteren Fiat 124 S und 125 S.
1971 lud ihn Cesare Fiorio, damals Rennleiter bei Lancia, ein, für die Squadra Corse HF Lancia zu fahren. Sein Umzug in die Vereinigten Staaten beendete diese kurze Karriere mit dem Partner Daniele Audetto auf Lancia Fulvia 1600 HF schon nach vier Rennen.

### Karriere

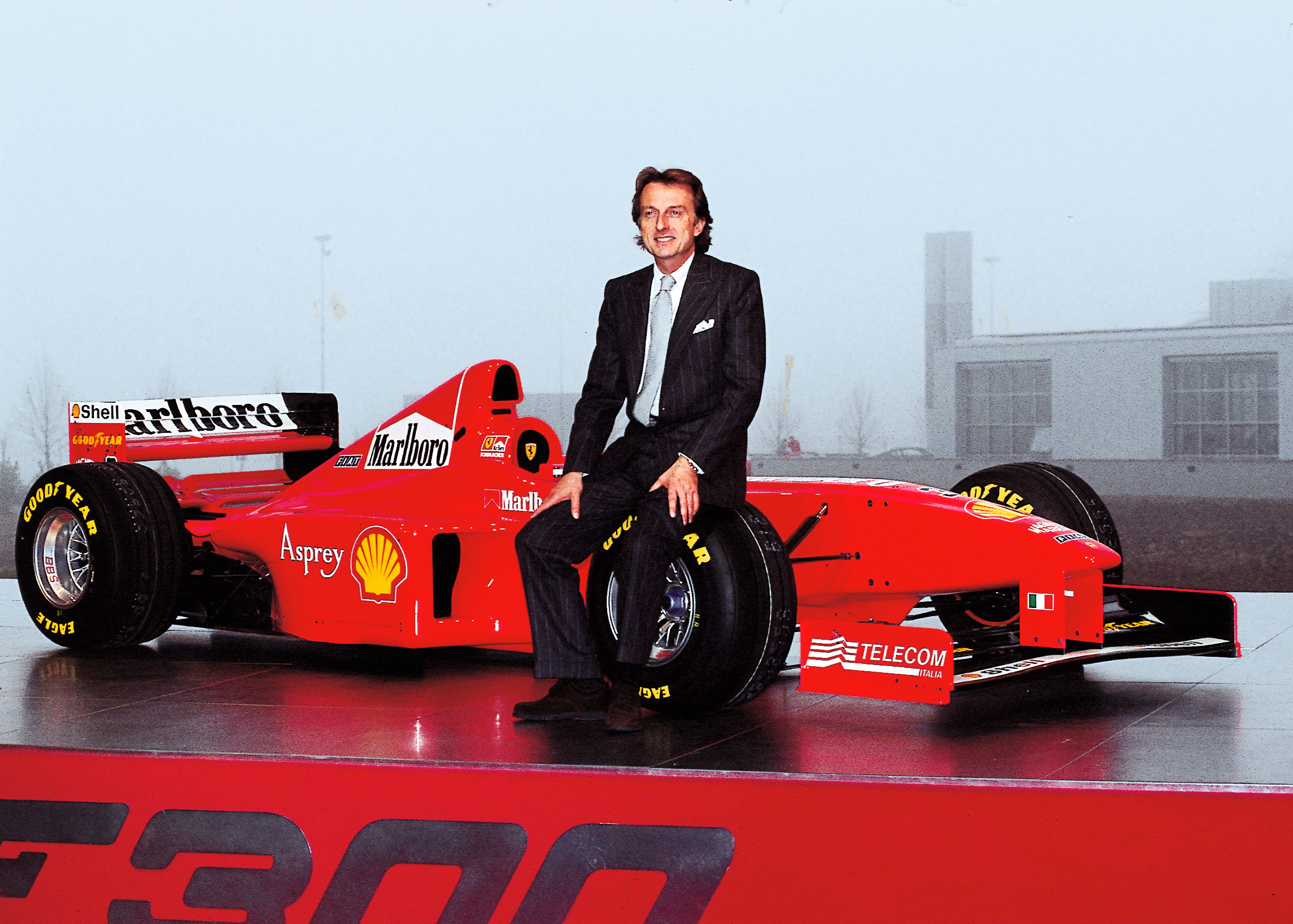

Während der Semesterferien in Bologna hörte Montezemolo in der populären Radiosendung Chiamate Roma 3131 der Journalisten Gianni Boncompagni und Mario Moccagatta einen Anrufer, der zum Tagesthema Die Krise bei Ferrari das Unternehmen und den Motorsport verdammte. Er rief sofort an und setzte sich dabei leidenschaftlich gegen den Kritiker ein. Enzo Ferrari, der die Sendung in Maranello verfolgte, war begeistert. Der „Commendatore“ schickte ihm seine Biografie mit der Widmung: „Für Luca Montezemolo und seine mutigen Worte und Taten.“ Zwar setzte Montezemolo sein Studium in Amerika fort, rief jedoch Ferrari an, als er zu Weihnachten 1972 heimkehrte. Er bat um einen Gesprächstermin. Ferrari erklärte ihm: „Es ist schade, dass Sie nach Amerika zurückfahren, denn einen jungen Mann wie Sie kann ich gut gebrauchen.“ Da entschied Montezemolo, sein Studium baldmöglichst abzubrechen, und kehrte im Juni 1973 zurück. Er wurde zunächst der persönliche Assistent Ferraris. 1974 wurde Montezemolo zum Leiter der damals wenig erfolgreichen Rennsportabteilung Scuderia Ferrari befördert, die sich nunmehr nach Aufgabe der Sportwagenrennen ganz auf die Formel 1 konzentrierte. Nach ersten Erfolgen mit der von Mauro Forghieri gestalteten Neukonstruktion Ferrari 312B3 und später mit der Ferrari-312T-Serie, pilotiert von Niki Lauda und Clay Regazzoni, wurde Montezemolo nur ein Jahr später zum Leiter aller Rennsportaktivitäten von Fiat ernannt. Mit Niki Lauda gewann Ferrari in den Jahren 1975 und 1977 die Fahrerweltmeisterschaft und von 1975 bis 1977 drei Mal die Weltmeisterschaft der Konstrukteure. Danach verließ er Ferrari und wurde Verantwortlicher Direktor für die Öffentlichkeitsarbeit bei Fiat von 1977 bis 1981 und anschließend Geschäftsführer der ITEDI.
Im Jahr 1982 wurde er Generaldirektor von Cinzano Vermouth International in Genf, das ebenso wie Fiat und Ferrari von der Familie Agnelli kontrolliert wurde. Im selben Jahr leitete er für Giovanni Agnelli und Prince Aga Khan die Azzurra Challenge (International America’s Cup Class), Teilnehmer beim Louis Vuitton Cup 1983, der Qualifikationsveranstaltung der Herausfordererteams für den America’s Cup. 1986 wurde er Generaldirektor des Organisationskomitees für die Fußball-Weltmeisterschaft 1990 in Italien.
1991 machte Gianni Agnelli Montezemolo zum Vorstandsvorsitzenden von Ferrari, das nach Enzo Ferraris Tod 1988 in wirtschaftliche Schwierigkeiten gekommen war, sich unter Montezemolos Führung rasch erholte und wieder zu einem profitablen Sportwagenhersteller wurde. 1997 wurde er Vorstandsvorsitzender von Maserati. Auf seine Intervention hin engagierte die Scuderia Ferrari 1993 Teamchef Jean Todt und 1996 Michael Schumacher. Ergänzt wurde das Team 1997 durch Ross Brawn und Rory Byrne. Nicht zuletzt durch diese personellen Weichenstellungen gewann Ferrari nach 15 Jahren ohne Titel 1999 die Formel-1-Weltmeisterschaft der Konstrukteure zum siebenten Mal. Im darauffolgenden Jahr gewann Michael Schumacher die zehnte Fahrerweltmeisterschaft für die Scuderia nach zuletzt Jody Scheckter im Jahre 1979. In ununterbrochener Folge wurden danach bis 2004 noch weitere fünf Konstrukteurs- und vier weitere Fahrertitel gewonnen. Auch die Erfolge 2007 – Fahrertitel für Kimi Räikkönen und Gewinn des Konstrukteurspokal sowie der erneute Erfolg bei den Konstrukteuren 2008 – wurden unter der Vorstandsführung von Montezemolo erreicht.
Im Jahr 2001 lehnte er ein Angebot des italienischen Ministerpräsidenten Silvio Berlusconi ab, in die Regierung einzutreten. Von Mai 2004 bis zum 20. April 2010 war Luca Cordero di Montezemolo Verwaltungsratsvorsitzender der Fiat Group. Er folgte nach Vorschlag von Susanna Agnelli auf den am 24. Mai 2004 verstorbenen Umberto Agnelli, der nach dem Tod seines Bruders Gianni seit Januar 2003 den Vorsitz innehatte.
Montezemolo ist Gründer des Charme-Investmentfonds für die Luxusgüterindustrie, mit dem er 2003 die Poltrona Frau Group – mit den Marken Cassina, Gufram, NEMO, Alias, cappellini und Gebrüder Thonet Vienna – sowie 2004 Ballantyne Cashmere S.p.A. übernahm. Und er ist Mitgründer und Präsident der Italo, der ersten privaten Gesellschaft für Hochgeschwindigkeitsverkehr in Italien.
Ende Juni 2025 wurde er neuntes Vorstandsmitglied bei McLaren Automotive. Seine Aufgaben betreffen dort nicht den Formel-1-Rennsport.

## Privates
In erster Ehe war er verheiratet mit Sandra Monteleoni, mit der er den Sohn Matteo hat. Nach längeren Partnerschaften mit Barbara Parodi Delfino und der Schauspielerin und Produzentin Edwige Fenech ist er in zweiter Ehe mit Ludovica Andreoni verheiratet, mit der er zwei Töchter hat.

## Ehrungen
Montezemolo ist Träger des italienischen Arbeitsverdienstorden. Der Präsident der Französischen Republik ernannte ihn im Juli 2005 zum Ritter der Ehrenlegion (Chevalier de la Legion d Honneur) und beförderte ihn im Dezember 2008 zum Kommandeur der Ehrenlegion. 2001 ernannte ihn The Automobile, das größte US-Automobilmagazin, zum Man of the Year, ebenso die englische Zeitschrift Autocar 2002. Im Jahr 2004 wurde er von der Financial Times unter die 50 besten Manager der Welt gewählt. 2012 wurde er von der European Business Press Federation (EBP) zum European Manager of the Year gekürt. Die Wahl sei Anerkennung für die außergewöhnliche Arbeit, die er mit der Umgestaltung des Fiat-Konzerns in den vergangenen 20 Jahre leistete.
Montezemolo ist Doktor h. c. in Maschinenbau der Università degli Studi di Modena e Reggio nell’Emilia und in Unternehmensführung der Fondazione CUOA, einer renommierten Wirtschaftshochschule in Vicenza, in Betriebswirtschaft der Università degli Studi di Genova und in Industriedesign des Politecnico di Milano.
2002 wurde Montezemolo zum Ehrenbürger von Maranello ernannt.